# سلیمان(تانک)

تانک سلیمان ۴۰۲، ساخت وزارت دفاع

تانک سلیمان با نام رسمی «سلیمان ۴۰۲» توسط وزارت دفاع برای ارتش زمینی جمهوری اسلامی ایران ساخته شد. این تانک نوع ارتقاء یافته تانک ام۶۰ پاتون ایالات متحده آمریکا است؛ که بنابر گفته فرمانده نیروی زمینی ارتش، تفاوت‌های بسیاری با نمونه‌های قدیمی این تانک دارد و به ماندگاری بیشتر این تانک در میدان نبرد کمک می‌کند.
تانک ام۶۰، که در دوره محمدرضا شاه پهلوی به تعداد ۴۶۰ دستگاه از آمریکا خریداری شد، به دلیل سادگی در تعمیر و نگهداری و چابکی بالا، همواره مورد توجه نزاجا بوده است. با این حال، فقدان توانایی رزم شبانه و دقت ناکافی در نبردهای روزانه، ضرورت ارتقای این تانک را آشکار کرد. پروژه سلیمان ۴۰۲ با نصب سیستم کنترل آتش پیشرفته، شامل دوربین‌های روزانه، حرارتی و مسافت‌سنج لیزری به همراه آنتن هواشناسی، این کاستی‌ها را برطرف کرده است. این سیستم به تانک امکان شلیک دقیق در حال حرکت به اهداف ثابت و متحرک را در شب و روز می‌دهد، قابلیتی که پیش‌تر در ام۶۰ وجود نداشت.
در ارتقای سلیمان، سیستم نظارت مخصوص برای تانک و سیستم کنترل آتش آن در نظر گرفته شده است که با توجه به عدسی‌های به‌کاررفته در آن احتمالاً با ترکیبی از سیستم دید روزانه، دید حرارتی (برای شب و شرایط بد جوی) و مسافت‌سنج لیزری و آنتن هواشناسی رو‌به‌رو هستیم که اطلاعات به‌دست‌آمده از آنها به کامپیوتر کنترل آتش منتقل می‌شود و به تانک کمک می‌کند چه در وضعیت ثابت و چه متحرک به‌سمت اهداف چه ثابت و چه متحرک با دقت بالا در شب و روز شلیک کند، دقت کنید که بر اساس اطلاعات موجود تا قبل از این تانک مورد نظر حتی توان شلیک در حال حرکت را نیز نداشته است.
گلوله‌های ۱۲٫۷ میلی متری از سطح بالای مرگباری چه در برابر انسان و چه اهداف سبک زرهی و حتی اهداف کم سرعت هوایی برخوردار است. نکته جالب در خصوص تیربار M2 در دوران جنگ ویتنام، این تیربار که بر روی آن یک دوربین عادی نصب شده بود توانست یک نیروی ویتنامی را از فاصله ۲۲۵۰ متری هدف قرار بدهد. قطعا با اضافه شدن سیستم‌های مستقل کنترل آتش و هدف گیری این تیربار هم می‌تواند فواصل بسیار دور از تانک را پوشش دهد.
در ۷ آبان ۱۳۹۹ بود که نیروی زمینی ارتش جمهوری اسلامی ایران طی مراسمی از ۵۰۰ دستاورد بازسازی و تقویت شده خود در یک مراسم رونمایی و آن‌ها را به ناوگان خود الحاق کرد. این خودروها در سه کلاس کیان، ذوالفقار و برخی دیگر نیز به صورت تقویت و بازسازی به ناوگان نیروی زمینی ارتش ملحق شدند.

## لینک به بیرون
- ایلنا: عبور تانک‌های ایرانی سلیمان، ذوالفقار و تیام از مقابل جایگاه + فیلم
- همشهری آنلاین: نمایش ۳ تانک‌ ایرانی سلیمان، ذوالفقار و تیام